# 70-mm-Film

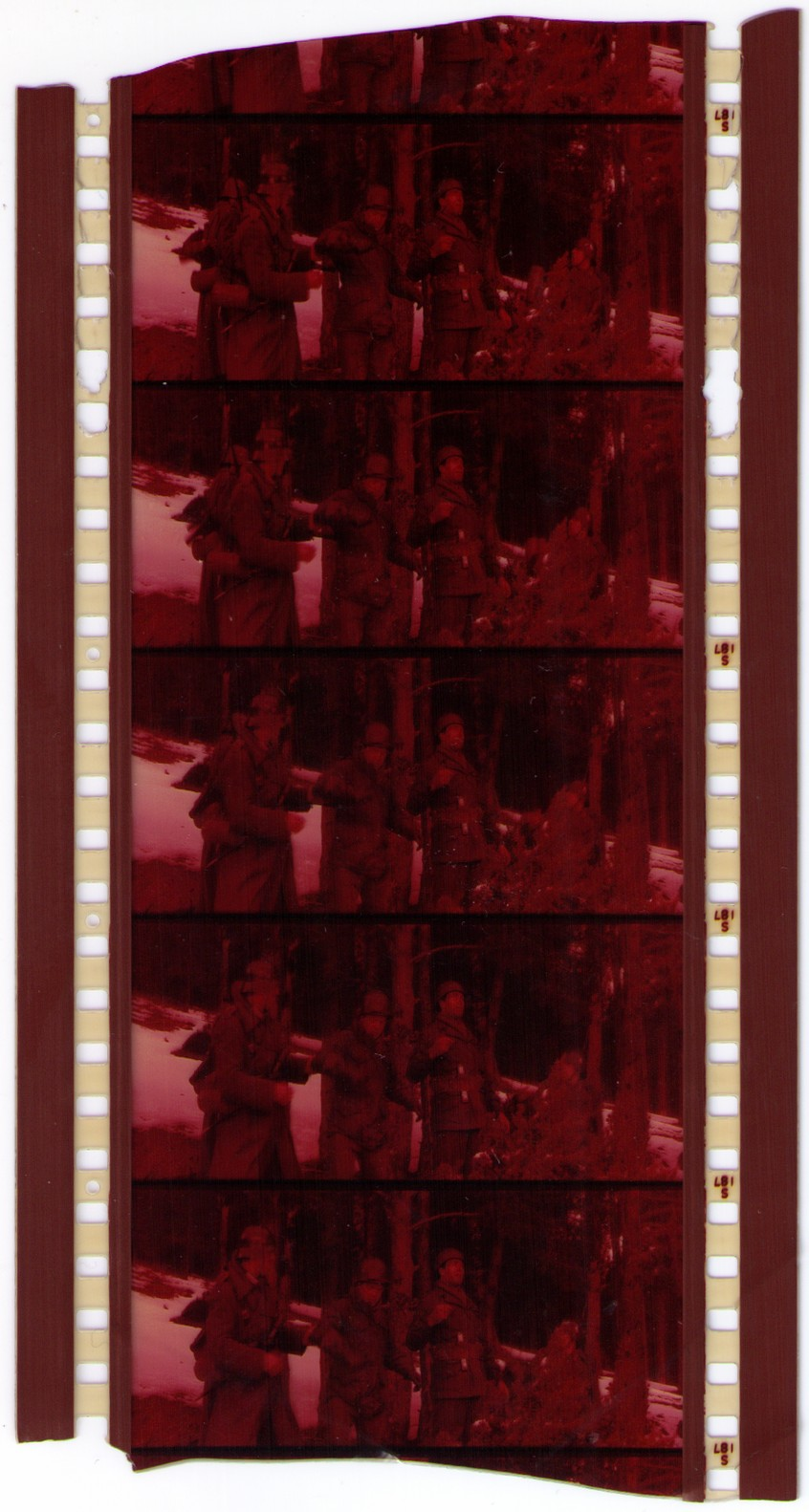
70-mm-Filmstreifen, gut erkennbar sind die magnetischen Tonspuren

70-mm-Film (bzw. 65-mm-Film) ist ein Filmformat für Kinofilme. Entsprechender 70-mm-Rollfilm wird auch in der Mittelformat-Fotografie genutzt. Dieses Filmformat wird nur noch sehr selten für Spielfilme genutzt, und wenn, dann oft nur für Spezialaufnahmen oder Teile eines Filmes. Filmstreifen von mehr als 35 Millimeter Breite werden allgemein als Breitfilm bezeichnet.

## 5/70
Ist von 70 mm Film die Rede, spricht man meistens vom „5/70 Todd-AO“ Format. Die 5 beschreibt dabei die Menge an Perforationslöchern, die pro Bild bewegt werden, die 70 steht für die Breite des Films. Das Format hat eine genaue Breite von 69,97 mm, das Bild an sich hat die Maße von 48,59 mm × 22 mm. Der Tonstreifen findet sich auf jeweils 4,14 mm an beiden Seiten wieder, die restliche Fläche sind durch die Perforationslöcher bedeckt.
Im Vergleich zum Normalbild („Academy“) auf Normalfilm mit etwa 350 mm² Größe bietet das Bild auf 70-mm-Film mehr als dreimal so viel Fläche und damit mehr Detailreichtum und Spielraum für stärkere Vergrößerungen, also größere Bildwände. Das Bildseitenverhältnis ähnelt mit 2,2:1 dem von CinemaScope ohne die Notwendigkeit von Anamorphot-Objektiven.
Zur Bearbeitung wird in der Regel von einem 65-mm-Negativ ein 70-mm-Positiv hergestellt. Das Negativ kann schmaler sein, da nur auf das Positiv vier Magnettonstreifen passen müssen. In frühen Verfahren wie Alberini Panoramica oder Fox Grandeur wurden in Europa und in den USA 70-mm-Negative verwendet. In den ehemaligen Ostblockstaaten wurde dagegen die Kombination aus 70-mm-Original und 70-mm-Kopie beibehalten (z. B. DEFA-70 und Sovscope-70). Die derzeit noch verfügbaren 65/70-mm-Verfahren sind Super Panavision 70, Ultra Panavision 70, CineSpace 70 (Todd-AO) und Arriflex 765.

## 8/70 Special-Venue
Eine Besonderheit ist der Special-Venue-Prozess 70 mm 8/70. Bei diesem Format wird 70-mm-Film mit einem Bild über acht Perforationslöcher mit vertikalem Filmlauf verwendet. Dies ergibt das Seitenverhältnis von 1,26:1, das in speziellen Kinos mit flachen oder leicht gekrümmten Bildwänden aufgeführt wird (180-Grad-Kinos in Omnivision).

## 15/70 IMAX-Film

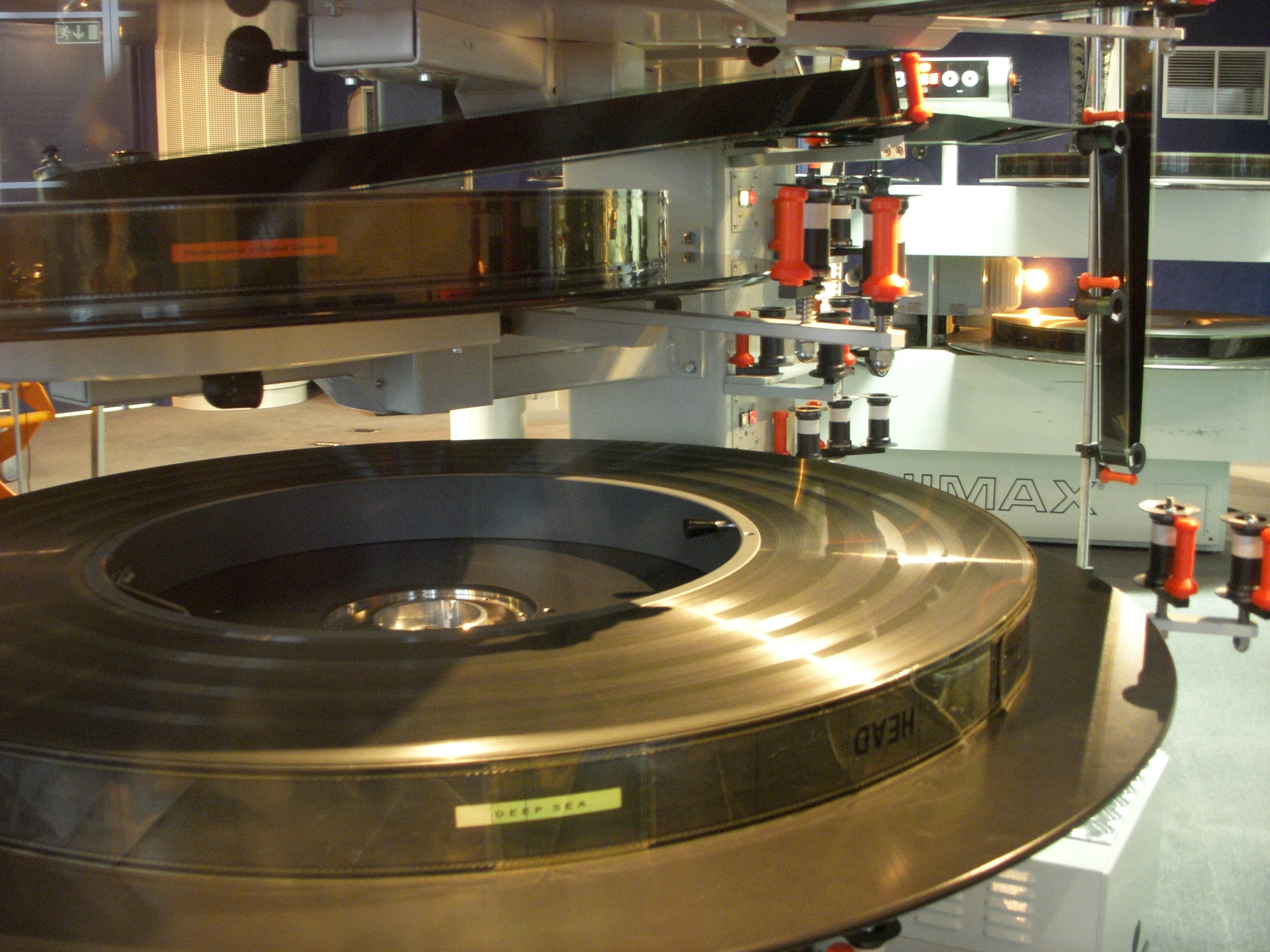
Eine 70-mm-IMAX-Filmrolle auf einem Teller in einem IMAX-Dome-Projektionsraum

Klassischer 70 mm Film läuft von oben nach unten durch den Projektor, die Angabe „70 mm“ bezieht sich daher auf die Breite des Bildes. Da der IMAX-Film horizontal durch den Projektor läuft, bezieht sich hier die Angabe „70 mm“ auf die Höhe des Bildes, ist also nochmal ca. 3-mal so groß wie 70 mm Film.

## Ton
DTS ist das einzige System, welches ein digitales 70-mm-Tonformat enthält. Es bietet damit einen Ersatz für den teuren und sowohl für Kopierwerke als auch Filmtheater wartungsintensiven 70-mm-Magnetton an. Dieses Angebot konnte sich am Markt trotz einer möglichen erheblich besseren Klangqualität für den Kinobesucher nicht durchsetzen.

## Kinos in Deutschland und Österreich
Da Projektoren für dieses Format nicht mehr hergestellt werden, ist auch die Anzahl der Kinos, die dieses Format zeigen können, stetig gesunken, wobei sie nie sonderlich hoch war. Auch gibt es kaum noch Neuveröffentlichungen in diesem Format.
Stand: 30. Juni 2023, die Auflistung hat keinen Anspruch auf Vollständigkeit
Deutschland
- Berlin (Zoo Palast)[1]
- Berlin (Delphi Filmpalast am Zoo)[2]
- Essen (Lichtburg)[3]
- Essen (Eulenspiegel)[4]
- Hamburg (Savoy)[3]
- Hannover (Astor Grand Cinema)[1]
- Karlsruhe (Schauburg)[3]
- München (ASTOR Film Lounge im ARRI)[5]

Österreich
- Innsbruck (Leokino)[6]
- Wien (Gartenbaukino)[7]